# Muntanya submarina

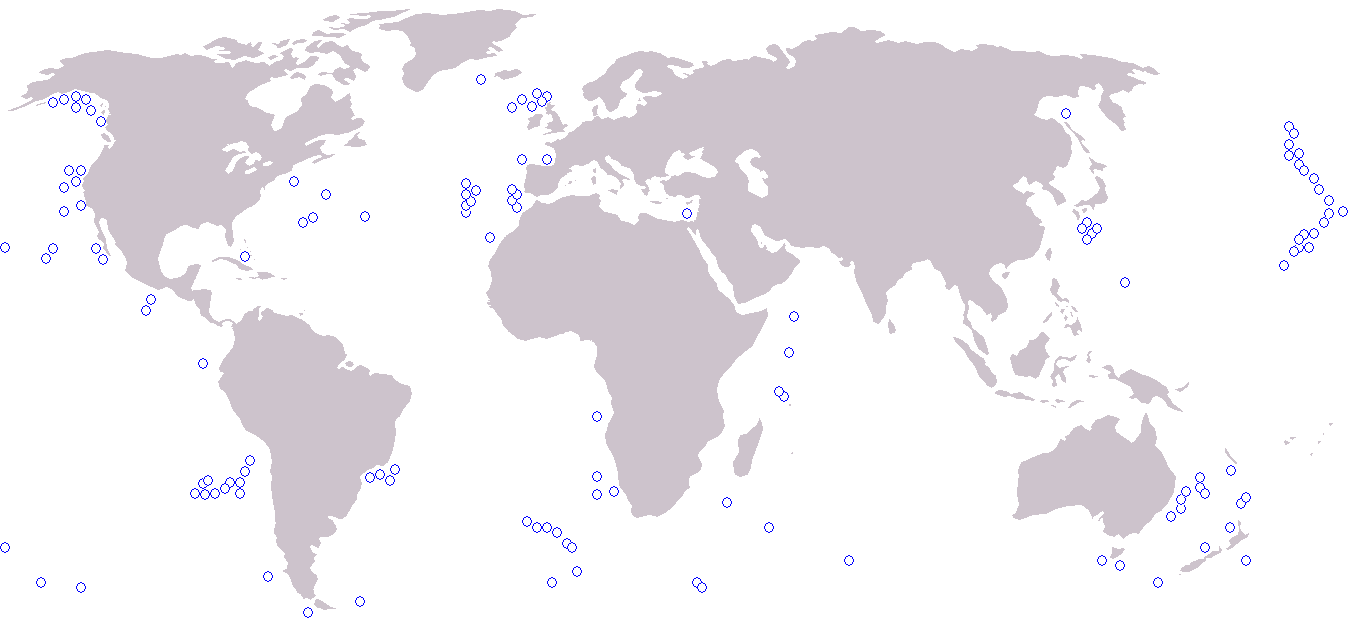
Ubicació de les muntanyes submarines més grans del món

Una muntanya submarina és una muntanya que s'eleva en el fons de l'oceà però que no sobresurt del nivell del mar. Les muntanyes submarines estan formades per volcans extints, que emergeixen abruptament des del llit marí entre 1.000 i 4.000 m de profunditat. Els oceanògrafs defineixen les muntanyes submarines com a superfícies independents que s'eleven com a mínim 1.000 m sobre el relleu oceànic. Els seus cims es troben sovint a centenars i milers de metres per sota de la superfície, de manera que romanen dins el mar. S'estima que hi ha prop de 30.000 muntanyes submarines als mars i oceans de la Terra, dels quals només uns quants han pogut ser estudiats. La majoria d'aquests s'agrupen en petits conjunts, formant arxipèlags submergits.
Moltes muntanyes submarines són volcans extints. Si emergissin, s'assemblarien força a Hawaii o les illes Aleutianes. El més alt, el Mauna Kea, és un volcà submarí que va emergir i ara és l'Illa de Hawaii. Sobrepassa els 9.000 m i la seva massa és tan gran que exerceix pressió sobre l'escorça oceànica. Atenent el vessant geològic, les muntanyes submarines estrictament enclavades en el fons marí són volcans que es formen damunt l'escorça oceànica amb el subministrament de magma i el sistema hidrotermal característics. Això no obstant, es poden formar volcans aïllats al bell mig de l'eix d'una dorsal oceànica, com és el cas de la Muntanya Submarina Axial a la dorsal de Juan de Fuca. Al fons marí hi ha volcans de menor elevació, com els turons abissals, que no superen els 100 m, i de més alts, com les muntanyes submarines, que poden sobrepassar els 4.000 m. La majoria de les illes oceàniques neixen com a muntanyes submarines i al cap dels anys tornen a esdevenir muntanyes submarines a la fi del seu cicle vital.

## Recursos naturals
Les muntanyes submarines tendeixen a projectar-se en zones poc profundes i més hospitalàries per a la vida marina, proveint hàbitats per a espècies marines que no habiten els sectors més profunds del llit marí. En estar aïllades les unes de les altres, les muntanyes formen "illes submarines", creant una àrea biogeogràfica especial. Com que són formats de roca volcànica, el sòl és força més pesant que el llit de sediments que els envolta, fet que provoca l'existència d'un tipus de fauna diferent que la del relleu oceànic, i això sovint comporta un alt nivell d'endemisme. A més a més, les muntanyes submarines són punts vitals de pas i refugi per a alguns animals migratoris, com les balenes, ja que molts s'hi poden alimentar i alhora amagar-se dels depredadors.
D'altra banda, les muntanyes submarines contenen incrustacions polimetàl·liques, i en alguns hi abunden els minerals com el cobalt i el platí, tot i que l'explotació humana d'aquests recursos és reduïda.

## Majors concentracions en el món
Les principals muntanyes submarines, en grandària i proliferació, es troben a l'oceà Pacífic, majoritàriament a les costes de Hawaii, en el golf d'Alaska, la fossa de Perú-Xile i el mar del Corall. En altres oceans, hi ha concentracions de muntanyes submarines a les costes d'Escòcia, a les illes Açores, a les illes Canàries i al sud de l'Atlàntic.